# Weichs
Weichs este o comună aflată în districtul Dachau, landul Bavaria, Germania.